# Amphiura crossota
Amphiura crossota är en ormstjärneart som beskrevs av Murakami 1943. Amphiura crossota ingår i släktet Amphiura och familjen trådormstjärnor. Inga underarter finns listade i Catalogue of Life.